# ТЕС Галемба
ТЕС Галемба – колишня теплова електростанція на півдні Польщі у місті Руда-Шльонська.

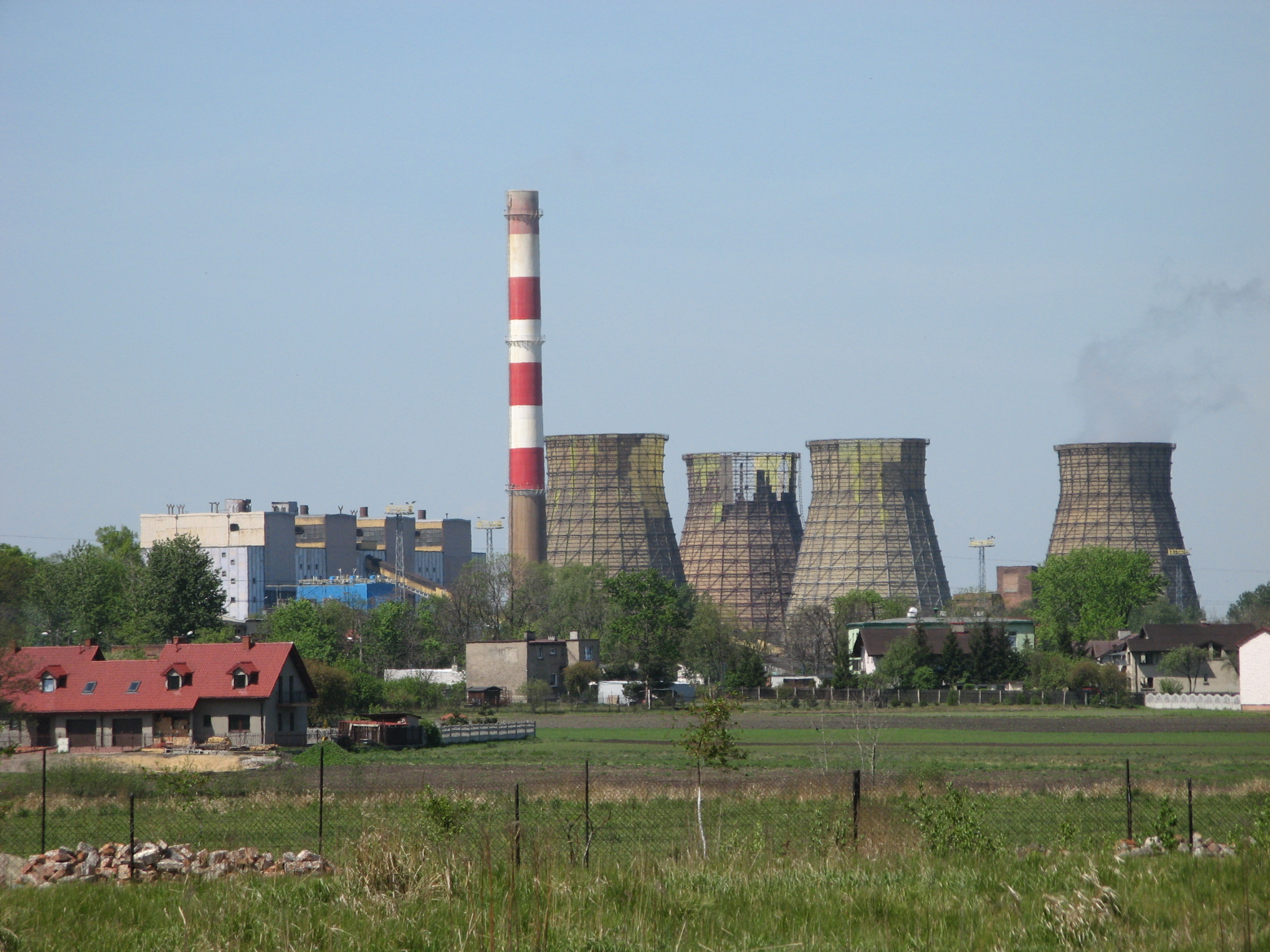
Димар та градирні станції

У 1943-му Німеччина почала будувати у Руда-Шльонській ТЕС Годулла потужністю 75 МВт, проте до завершення Другої світової війни навіть не встигли почати монтаж основного обладнання. В повоєнні роки проект так і не відновили, натомість в 1962 – 1963 роках тут звели ТЕС із чотирьох енергоблоків потужністю по 50 МВт. Всі котли OP-215 постачила рацибузька компанія Rafako, тоді як турбіни ТК-50 надійшли від двох виробників – по дві від чеської  Skoda та польської Zamech (Ельблонг).
Станція також мала теплову потужність у 60 МВт та постачала тепло для комунальних потреб.
Вугілля доправляли на ТЕС здійснювалось за допомогою залізничного транспорту, переважно із розташованої неподалік шахти Галемба.
Воду для охолодження отримували з місцевих поверхневих джерел (до 55%) та з міського водопроводу.
Для видалення продуктів згоряння спорудили димар висотою 110 метрів.
Видача продукції відбувалась по ЛЕП, розрахованим на роботу під напругою 220 кВ та 110 кВ.
У 2006-му ТЕС вивели в резерв, через 6 років остаточно закрили, а в 2014 – 2015 роках здійснили демонтаж споруд станції.